# ローマ共和国 (19世紀)

ローマ共和国
Repubblica Romana (イタリア語)

国の標語: DIO E POPOLO（イタリア語）
神と人民国歌: Il Canto degli Italiani（イタリア語）
イタリア人達の唱歌

1849年の教皇国の領土。ローマ共和国も同じ領域を領土とした。

軍旗（ミラノ・リソルジメント博物館所蔵）

ローマ共和国（ローマきょうわこく、イタリア語: Repubblica Romana）は、教皇ピウス9世がガエータへ退避したことにより1849年2月9日に宣言された、一時的に教皇領に取って代わった短命の国家である。共和国の指導者はカルロ・アルメッリーニ、ジュゼッペ・マッツィーニ、アウレリオ・サッフィの3名であり、彼らは三頭政治を形成した。これは、紀元前1世紀の共和政ローマの危機に際して採られた統治形態を反映したものであった。
ローマ共和国が達成しようとした主要な改革の一つは、その憲法に明記された信仰の自由であった。これにより、教皇ピウス9世およびその後継者にはカトリック教会を統治する権利が保証された。この宗教的自由は、それ以前の政府がカトリックとユダヤ教のみを市民に認めていた状況とは大きく異なっていた。さらに、ローマ共和国憲法は、世界で初めて死刑を廃止した憲法でもあった。

## 歴史
ローマでは、1848年のフランス二月革命の影響で11月にローマ教皇ピウス9世がローマを脱出し、11月15日に教皇国家の首相ペッレグリーノ・ロッシが暗殺され、無政府状態になっていた。
1849年2月9日に革命によりローマ共和国が樹立された。教皇はガエータに避難した。ジュゼッペ・マッツィーニ、アウレリオ・サッフィ、カルロ・アルメッリーニの3人が三頭執政官となった。
しかし、同じ1849年のジュゼッペ・ガリバルディなどのローマ防衛軍は、ローマ大学の戦いにおいてジャニコロ丘で一時フランス軍を撃退するが、抵抗もむなしく7月3日にルイ＝ナポレオン・ボナパルト（後のナポレオン3世）率いるフランス軍に降伏した。教皇も1850年にローマに戻った。

## 以後
イタリア統一運動により1861年にイタリア王国が成立した。さらに教皇領を守護していたフランス軍が普仏戦争によって撤退すると、イタリア王国軍によってローマが占領され、1870年に教皇領は消滅した。